# Журман Дмитро Андрійович
Журман Дмитро Андрійович (? — 1714, Стародуб) — стародубський полковий старшина (1669—1708 рр.), шляхтич гербу Шеліга, учасник Північної війни, дід Генерального судді (1756—1781 рр.) Глухівського періоду в історії України Іллі Васильовича Журмана (бл. 1720—1783).

## Осавул Стародубського полку
Ще до 1669 року був призначений на посаду осавула Стародубського полку (раніше 1669 — пізніше 1672 рр.). У лютому 1669 року підписав Глухівські статті.
Від першого шлюбу у нього був син Матвій, який помер раніше батька — в 1714 році. У нього було чотири сини Василь, Михайло, Григорій, Іван.

## Турецький полон
В 1676 році був призначений сотником Першої Стародубської сотні. Однак в 1678 році під час боїв з турками під Чигирином потрапив у полон. За те, що 9 років жив у Туреччині, дістав прізвисько Турчиненко (Турчин, Турчинович, Турченко).
Звільнившись з полону у 1688 році знову повернувся на службу у званні значний військовий товариш.
31 березня 1688 р. гетьман Іван Мазепа видає Універсал «до ласки нашої» за яким Д.Журман отримує с. Задубення з млином-вешняком. Нині це село Задубіння (біл. вёска Задубенье) — Мядельського району Мінської області Білорусь.
В цей час Д.Журман одружується вдруге. Тепер — з Марією Дячихою. У них народжується донька Олена. В рік смерті батька (1714) вона вийшла заміж за Василя Моцарського.

## Участь у Північній війні
Після цього (в 1688 році) він призначається на посаду обозного Стародубського полку. Досить часто як наказний стародубський полковник бере участь у 1704—1706 та в 1708 роках у баталіях Північної війни. В цей час Стародубський полк очолює майбутній гетьман Іван Скоропадський.
У 1714 р. Д.Журман у досить похилому віці помер раптово «в городе Стародубе, по рынку здравъ ходячи, нечаянною смертию межъ коморами скончалъся».